# 阿尔蒂格 (奥德省)
阿尔蒂格（法語：Artigues，法語發音：[aʁtiɡ] ⓘ）是法国奥德省的一个市镇，属于利穆区。

## 地理
阿尔蒂格（42°48'11"N, 2°12'40"E）面积6.29 平方千米，位于法国奧克西塔尼大區奥德省，该省份为法国南部沿海省份，北起塔恩省，西北接上加龙省，西接阿列日省，南至东比利牛斯省，东临地中海，东北与埃罗省接壤。
与阿尔蒂格接壤的市镇（或旧市镇、城区）包括：阿克萨特、卡亚、勒克拉、罗克福尔德索、盖特河畔圣科隆布。
阿尔蒂格的时区为UTC+01:00、UTC+02:00（夏令时）。

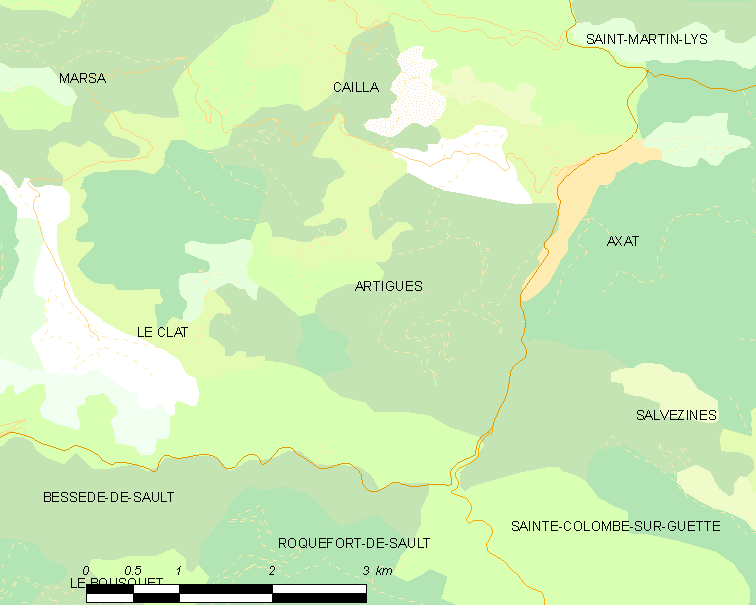
阿尔蒂格的OSM定位图

## 行政
阿尔蒂格的邮政编码为11140，INSEE市镇编码为11017。

## 政治
阿尔蒂格所属的省级选区为上奥德河谷县。

## 人口

1962-2008年间阿尔蒂格人口变化图示

阿尔蒂格于2022年1月1日时的人口数量为73人。